# 转折点 (电影)
《轉捩點》（英語：The Turning Point）是一部1977年上映的美國劇情片，以紐約市的芭蕾舞世界為中心，由阿瑟·勞倫茨負責編劇，赫伯特·羅斯執導。莎莉·麥克琳、安妮·班克罗夫特主演，萊斯利·布朗、米哈伊·巴里什尼科夫與湯姆·斯凱里特出演。該電影共榮獲11項奧斯卡金像獎提名，包括但不限於最佳影片獎。劇情建構在一個虛構的布朗家族，以及芭蕾舞者伊莎貝爾·米羅-布朗（其女兒萊斯莉·布朗亦出演了此電影）以及諾拉·凱伊之間的友誼之上。

## 外部鏈接
- 互联网电影数据库（IMDb）上《The Turning Point》的资料（英文）
- 爛番茄上《转折点》的資料（英文）
- AllMovie上《The Turning Point》的资料（英文）
- 豆瓣电影上《转折点》的資料 （简体中文）
- Box Office Mojo上《转折点》的資料（英文）
- TCM电影资料库上《转折点》的资料（英文）